# 1-ша окрема мотострілецька бригада (РФ)
1-ша окрема гвардійська мотострілецька Слов'янська бригада (1 омсбр, в/ч 41680) — військове з'єднання Збройних сил Російської Федерації. Пункт дислокації — окупована Донеччина, місто Кальміуське (колишнє Комсомольське). Входить до складу 51-ї загальновійськової армії. 
Створене у 2014 році з бойовиків, що воювали у Слов'янську, як «Слов'янська бригада». Була включена до складу 1-го армійського корпусу Російської Федерації, але формально підпорядковувалася ДНР. В кінці 2022 року публічно повідомлено про входження до складу ЗСРФ.

## Історія
Сформована як бригада в листопаді 2014 в Торезі Донецької області з бойовиків, які воювали влітку в Слов'янську під командуванням Ігоря Гіркіна.
У червні 2015 року СБУ затримала Івана Горбунова, колишнього військовослужбовця 7-ї військової бази РФ, що воював у складі бригади з 2014 року.
У травні 2017 року команда ІнформНапалм оприлюднила розслідування із документами бригади, у якому встановлено повний список імен і склад гаубичного самохідного артилерійського дивізіону. Особовий склад дивізіону — 89 осіб, командир — майор Лізгунов Віталій Петрович. Окрім особового складу, оприлюднені документи містять детальну інформацію включно із серійними номерами вузлів і шасі 6 самохідних гаубиць 2С1 «Гвоздика» з бортовими номерами 410—415, що перебувають на озброєнні дивізіону. За даними ІнформНапалм, дивізіон має три батареї по 6 гаубиць з бортовими номерами відповідно 41х, 42х, 43х. Після запиту до Міністерства оборони України щодо серійних номерів було отримано відповідь, що «техніка не перебуває і ніколи не перебувала на озброєнні ЗСУ».
24 лютого 2022 року 1-ша окрема гвардійська мотострілецька Слов'янська бригада захопила населені пункти Богданівка, Миколаївка та Новогнатівка у Волноваському районі.
Після понесених втрат, у другій половині 2022 року Росія в ході мобілізації сформувала 1439-й мотострілецький полк із мобілізованих з Новосибірської області, Красноярського краю, республіки Тива, Іркутської області, республіки Бурятія, який став частиною бригади. Мобілізовані пройшли місяць навчання на території НВВКУ. Після прибуття на фронт їх було віддано в оперативне підпорядкування та розподілено на 86 ОСП, 87 ОСП, батальйони 1-ї бригади. Планувалося використовувати 1439 полк як війська територіальної оборони. Однак через бажання місцевих командирів розвинути успіх на авдіївському напрямку наприкінці січня мобілізованих із 1439-го полку почали спрямовувати на штурми. При цьому ставлення місцевих командирів (ДНР) до мобілізованих росіян було охарактеризовано як «зневажливе».
Наприкінці 2022 року бригада захопила Опитне на захід від Донецька, після чого почала штурмувати Авдіївку. Авдіївку обороняли частини української 53-ї мехбригади та 36-ї бригади морської піхоти та ін., які створили укріпрайон на півдні від Авдіївки. Артпідтримка надавалася українською 55-ою артбригадою. Мобілізовані 1439 полку та їхні родичі записали кілька відеозвернень до Путіна з проханнями не посилати їх на штурм. У ході штурму 1439 полк зазнав значних втрат.
В кінці 2022 року бригада офіційно увійшла до складу ЗС РФ, номер в/ч з 08801 змінився на 41680.
За даними журналістського розслідування видання «Берег», підрозділ вирізняється високими втратами, а також великою кількістю зниклих безвісти. За це бригада отримала прізвисько «Бермудський трикутник».

## Символіка і маркування
Станом на 2017 рік, тактичні знаки належності до 1 ОМСБр: «одиниця в ромбі» або «51 в трикутнику».

## Склад

### 2014
За даними проросійських джерел станом на червень 2014:
- штаб
  - комендантський взвод
- загін «Мотороли»
- загін «Мачете»
- загін «Кепа»
- батальйон «Царя»
- батальйон «Червоний міст» (командири — «Душман», «Дружок»)
- рота «Кепа»
  - мінометна батарея (командир «Пєпєл»)
- рота «Мінера»
- рота «Рисі» (за іншими даними — батальйон «Тора», з командирами «Химик», «Ромео»)
- диверсійно-розвідувальна рота (командири — «Отєц», «Вадим»)
- взвод «Козиря»
- група ППО
- бронегрупа «Тарана»
- військова поліція
- інші

### 2017
За даними Давида Баташвілі на травень 2017:
- штаб
- 1-й мотострілецький батальйон «Вікінг»
- 2-й мотострілецький батальйон «Семенівський»
- 3-й мотострілецький батальйон
- танковий батальйон
- гаубичний самохідно-артилерійський дивізіон
- гаубичний артилерійський дивізіон
- реактивний артилерійський дивізіон
- протитанкова артилерійська батарея
- розвідувальна рота
- зенітний ракетно-артилерійський дивізіон
- інженерно-саперна рота
- рота зв'язку
- медична рота
- рота технічного забезпечення
- рота матеріального забезпечення
- взвод снайперів
- комендантський взвод

## Озброєння
За даними Давида Баташвілі на травень 2017:
- 43 од. БМП-1
- 9 од. БМП-2
- 9 од. БТР-80
- 11 од. Т-72Б
- 6 од. Т-64БВ
- 12 од. 122 мм Д-30
- 12 од. 122 мм сг 2С1 «Гвоздика», за даними ІнформНапалм — 18 одиниць.[5]
- 18 од. БМ-21 «Град»
- 18 од. 120 мм мінометів
- 4 од. 100 мм гармат МТ-12 «Рапіра»
- 6 од. БМ 9А34(35) «Стріла-10»
- 6 од. ЗУ-23-2
- ПТРК 9К113 «Конкурс»
- ПЗРК 9К38 «Ігла»

## Командування
- (2016) генерал-майор Мітяєв Олег Юрійович (під іменем прикриття Дигало (Варавва) Микола Миколайович)[5]

## Втрати
З відкритих джерел відомо про деякі втрати 1 ОМСБр: